# 乌拉尔斯基 (彼尔姆边疆区)
乌拉尔斯基（羅馬化：Uralʹskiy）是俄罗斯彼尔姆边疆区的市级镇、内特瓦区人口最多的市级镇，地处彼尔姆边疆区中南部，位于伏尔加河流域卡马河畔，在区行政中心内特瓦东侧、边疆区首府彼尔姆西侧。
镇西南侧有同属一区的市级镇新伊利因斯基。距离最近的火车站是西侧的苏克马内（Сукманы）站。
该地2022年人口有7,189人；2010年人口8,014；2002年人口8,929；1989年人口9,017。